# Ma’anling-Vulkan
Der Ma'anling-Vulkan (chinesisch 马鞍岭火山, Pinyin Ma'anling huoshan, wörtlich „Pferdesattel-Hügelketten-Vulkan“) ist ein erloschener Vulkan auf der südchinesischen Insel Hainan. Er liegt auf dem Gebiet der Großgemeinde Shishan (石山镇) im Westen des Stadtbezirks Xiuying von Haikou, zwanzig Kilometer von Haikou entfernt. Seine Nordspitze liegt 222,2 m hoch, die Südspitze 186,75 m. Er ähnelt einem Pferdesattel (chin. ma'an), daher rührt sein chinesischer Name. Auf seinem Gebiet gibt es viele Höhlen.
2006 wurde der Nationale vulkanische Geopark von Shishan in Haikou (海口石山火山群国家地质公园,  Haikou Shishan huoshanqun dizhi gongyuan, englisch Haikou Shishan Volcanic Cluster National Geopark) eröffnet, worin sich über 40 der 101 Vulkane des nördlichen Hainan befinden.